# NGC 7723
NGC 7723 est une galaxie spirale barrée située dans la constellation du Verseau. Sa vitesse par rapport au fond diffus cosmologique est de 1 517 ± 25 km/s, ce qui correspond à une distance de Hubble de 22,4 ± 1,6 Mpc (∼73,1 millions d'al). NGC 7723 a été découverte par l'astronome germano-britannique William Herschel en 1785. Elle fut également observée par l'astronome britannique John Herschel en 1825.
La classe de luminosité de NGC 7723 est II et elle présente une large raie HI.
Dans un champ de 1° (-12° à -13°) et de 4 min (23 h 36 à 23 h 40), on trouve 2 autres galaxies (NGC 7724 et NGC 7727).
À ce jour, trente-et-une mesures non basées sur le décalage vers le rouge (redshift) donnent une distance de 28,055 ± 3,267 Mpc (∼91,5 millions d'al), ce qui est à l'extérieur des valeurs de la distance de Hubble.

## Supernova
La supernova SN 1975N a été découverte dans NGC 7723 le 24 octobre 1975 par l'astronome (amateur suisse ?) Pascal Wild. Elle fut également découverte indépendamment par l'astronome arménien V. A. Lipovetskij, le 27 octobre. D'une magnitude apparente de 13,8 au moment de sa découverte, elle était de type I.